# Misión especial en Caracas
Misión especial en Caracas (Mission spéciale à Caracas en francés, Missione Caracas en italiano o Mission to Caracas en inglés), es una película de acción de 1965 dirigida por el marroquí Raoul André inspirado en una novela de Claude Rank.

## Argumento
Un grupo de exiliados chinos/nicas en Venezuela hace una demostración a un grupo anticastrista de una bomba de gran poder que han desarrollado. El artefacto es comprado por una importante cantidad de diamantes, que son introducidos en una cartera junto con los planos de la bomba. Sin embargo la bomba solo puede construirse en Francia. La acción transcurre casi por completo en un crucero por el Atlántico.

## Reparto
- Roland Carey como Gil Becker (como Rod Carter).
- Jany Clair	como Caroline.
- Louise Carletti como Martine de Lainville.
- Michel Lemoine	como Loys Lequemenec.
- Janine Reynaud	como Véronique.
- Saro Urzì como Emile Vasson.
- Alain Gottvalles como Commissaire DeBreuil.
- Yvonne Monlaur como Muriel.
- Christa Lang como Christelle.
- Dominique Page	como Lydia.
- Dominique Saint Pierre	como Yannick.
- Mireille Granelli como Dominique.
- Sonia Bruno como Laura.
- Christian Kerville	como Boris Gordine.
- Paul Demange como Cicéron.